# Cristal ionic

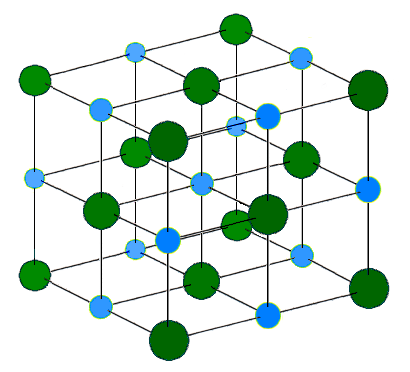
Structura cristalului ionic de clorură de sodiu (halit). Fiecare atom are șase atomi vecini apropiați, cu geometrie octaedrică.

În chimie, un cristal ionic este o formă cristalină a unui compus ionic. Acestea sunt structuri solide formate, din ioni legați între ei prin atracția lor electrostatică într-o rețea regulată. Exemple de astfel de cristale sunt halogenurile alcaline, inclusiv fluorura de potasiu (KF), clorura de potasiu (KCl), bromura de potasiu (KBr), iodura de potasiu (KI), fluorura de sodiu (NaF). Proprietățile unui astfel de cristal ionic reflectă interacțiunile puternice care există între ioni, mai exact: caracterul de bun conductor de electricitate în topitură, dar foarte slab în stare solidă, sau mobilizarea ionilor într-o soluție. Se caracterizează printr-o absorbție puternică a radiației infraroșii și prezintă planuri de-a lungul cărora se pot scinda cu ușurință. Aranjamentul exact al ionilor într-o rețea ionică variază în funcție de dimensiunea ionilor din solid.